# Добсон (јединица)
Добсон је јединица за количину атмосферског озона. Укупна количина озона у вертикалном стубу ваздуха се изражава као дебљина слоја озона када би стуб био доведен на стандарни притисак и температуру (1 атмосфера и 0 °). Слој дебљине 0,01 mm  (10 μm) одговара 1 Добсону. Просечна глобална вредност је око 300 Добсона.
Вредност од 220 Добсона се сматра за критерујум озонске рупе, јер нижа вредност од ње није забележена у посматрањима пре 1979. године.
Јединица је добила име по Гордону Добсону који је начинио први уређај за мерење укупне количине озона са површине, који данан носи назив Добсонов спектрофотометар.